# Schizosmittina planovicellata
Schizosmittina planovicellata is een uitgestorven mosdiertjessoort uit de familie van de Bitectiporidae. De wetenschappelijke naam van de soort is voor het eerst geldig gepubliceerd in 1949 door Vigneaux.